# Pachinko

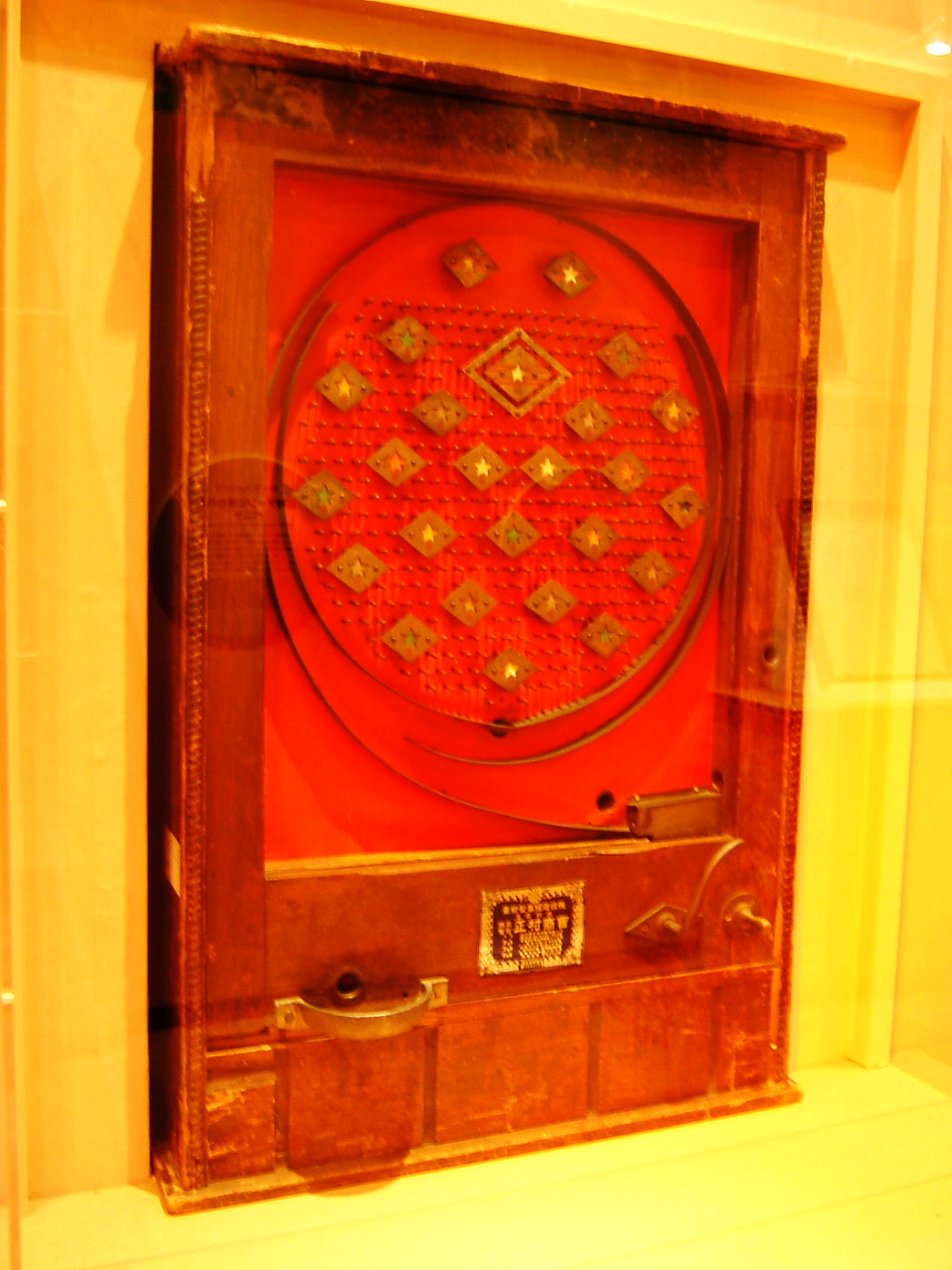
Aparat pachinko clasic

Pachinko este un joc mecanic interactiv originar din Japonia, activat cu bile de metal. Inițial erau aparate pur mecanice, dar acum sunt o combinație între un flipper și jocurile computerizate.
Se joacă în saloane zgomotoase, luminate cu neoane multicolore. Deoarece în Japonia cazinourile sunt interzise, jocul pachinko este foarte iubit: în 2009 s-a jucat de 21,1 triliarde de yeni (cca. 247 de miliarde de dolari), deoarece dă posibilitatea de a căștiga premii (care apoi deseori sunt schimbate în bani, cu toate că acest lucru, strict vorbind, este interzis). În apropierea saloanelor este deseori un ghișeu unde jucătorii schimbă premiile câștigate la salon în bani.

## Istorie
Toate saloanele pachinko din Japonia au fost închise în timpul celui de-al Doilea Război Mondial, dar au reapărut la sfârșitul anilor 1940. Pachinko a rămas popular de atunci; primul salon comercial a fost deschis în Nagoya în 1948. Fiind o țară influențată de Japonia în timpul ocupației sale, Taiwan are multe unități de pachinko.
Majoritatea saloanelor pachinko din Japonia este controlată de coreeni care locuiesc de generații în Japonia, așa-numiții „zainichi”. O parte a veniturilor acestor saloane pachinko este trimisă ilegal în Coreea de Nord, fiind o sursă importantă de valută pentru acea țară.
Până în anii 1980, mașinile de pachinko erau dispozitive mecanice, folosind clopote pentru a indica diferite stări ale mașinii. Electricitatea era folosită doar pentru lumini și pentru a indica probleme, cum ar fi când mașină este golită. După acel timp, mașinile Pachinko au încorporat mai multe caracteristici electronice, necesitând astfel energie electrică pentru funcționare.
Numărul exact al saloanelor nu este clar: în 2011, în Japonia existau undeva între 11.000 și 15.000 de saloane pachinko.

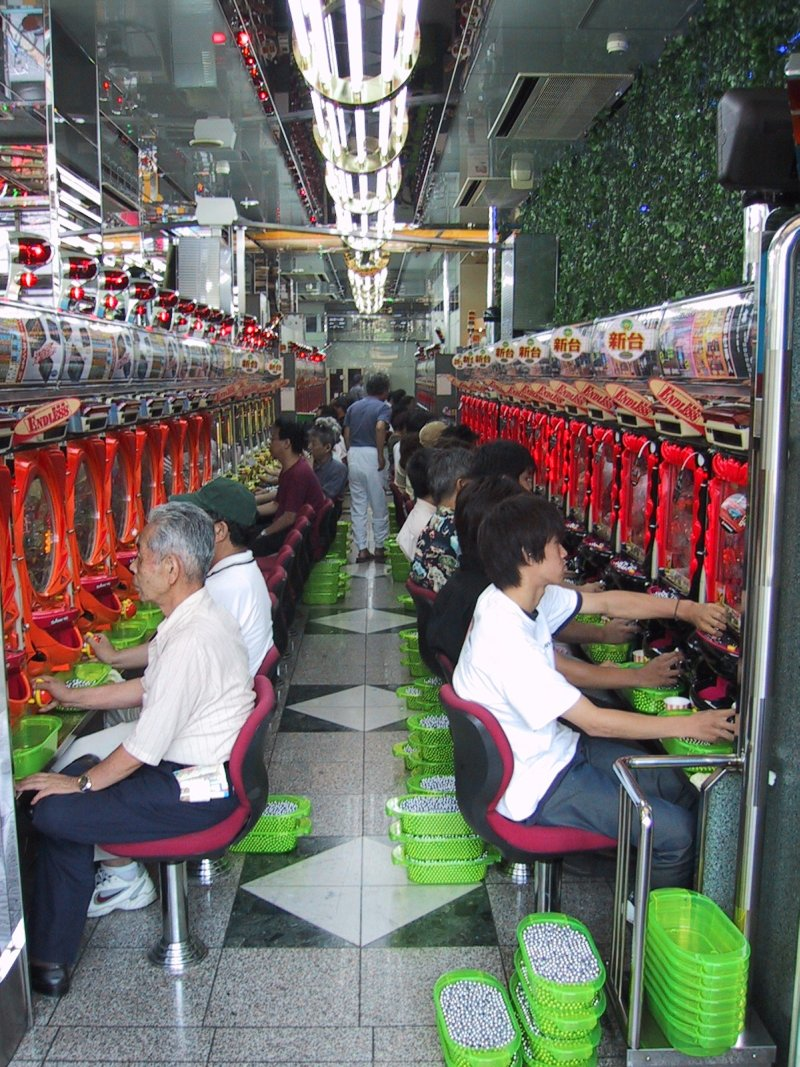
Jucători de pachinko cu coşuleţe pline de bile câştigate

## Metoda
Jucătorul cumpără inițial un număr de bile (în 2011 în Japonia, 250 de bile costa 1000 de yeni). Bilele sunt apoi introduse într-o „tavă” de unde sunt propulsate cu ajutorul unui regulator de viteză activat manual. Când bila intră într-o gaură câștigătoare, un număr de bile adiționale vor cădea în "tavă". Scopul jocului este de a câștiga cât mai multe bile. Automatele mai noi au și numere, jucătorul obținând premii de bile dacă nimerește trei numere identice.

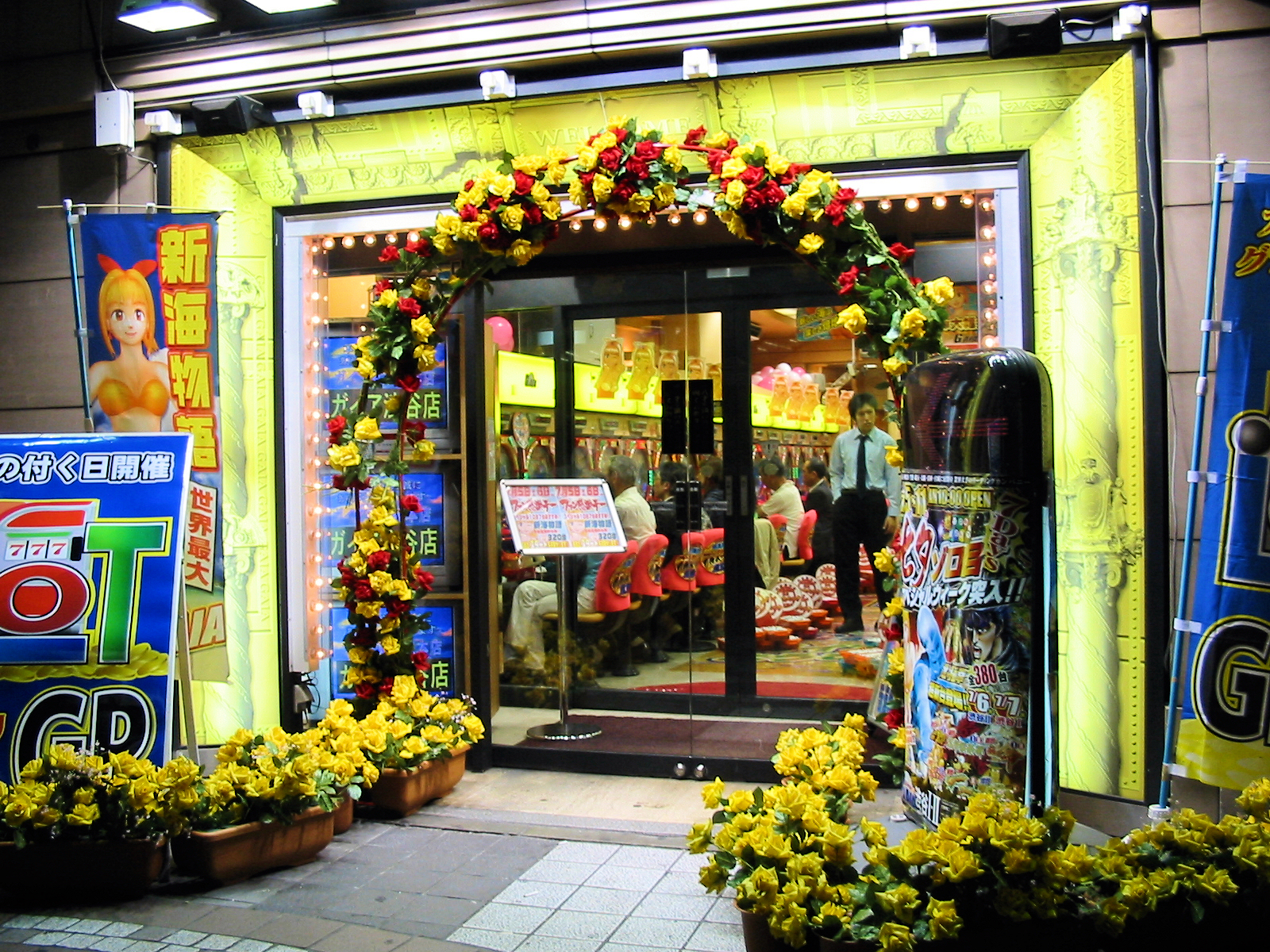
Întrarea unui salon pachinko în Tokyo, Japonia